# Malanea egleri
Malanea egleri är en måreväxtart som beskrevs av Julian Alfred Steyermark. Malanea egleri ingår i släktet Malanea och familjen måreväxter. Inga underarter finns listade i Catalogue of Life.